# Wilfred M. Cline
Wilfred M. Cline (parfois crédité Wilfrid M. Cline), né le 3 septembre 1903 à Los Angeles (Californie), mort le 9 avril 1976 dans le comté d'Orange (lieu exact non-connu ; Californie), est un directeur de la photographie américain, membre de l'ASC.

## Biographie
Au cinéma, Wilfred M. Cline débute comme chef opérateur en 1928. En 1934, il se spécialise dans la photographie en couleur, selon le procédé Technicolor. Ainsi, il collabore à Aloma, princesse des îles d'Alfred Santell (1941, avec Dorothy Lamour, film qui lui vaut une nomination à l'Oscar de la meilleure photographie) et à Sénorita Toréador de Richard Thorpe (1947, avec Esther Williams). 
Jusqu'en 1964, il contribue à plus de quatre-vingts films américains, dont de nombreux courts métrages (en début de carrière) et westerns (ex. : La Fureur des hommes d'Henry Hathaway en 1958, avec Don Murray ; La Dernière Caravane de Delmer Daves en 1956, avec Richard Widmark). En particulier, il est directeur de la photographie sur plusieurs films réalisés par David Butler — certains avec Doris Day en vedette, comme La Blonde du Far-West en 1953 —.
À la télévision, Wilfred M. Cline travaille sur seize séries, entre 1954 et 1971, dont soixante-quinze épisodes de la série-western La Grande Vallée (1965-1969), avec Barbara Stanwyck et Richard Long. 

## Filmographie partielle
Comme directeur de la photographie, sauf mention contraire

### Au cinéma
- 1929 : Tarzan le Tigre d'Henry MacRae
- 1932 : The Man from Hell's Edges (en) de Robert N. Bradbury
- 1936 : Le Jardin d'Allah (The Garden of Allah) de Richard Boleslawski (associé)
- 1937 : La Joyeuse Suicidée (Nothing Sacred) de William A. Wellman (prises de vues aériennes)
- 1938 : Les Aventures de Tom Sawyer (The Adventures of Tom Sawyer) de Norman Taurog & al. (associé)
- 1938 : Swingtime in the Movies de Crane Wilbur (court métrage)
- 1938 : Les Aventures de Robin des Bois (The Adventures of Robin Hood) de Michael Curtiz et William Keighley (cadreur)
- 1938 : Les Hommes volants (Men with Wings) de William A. Wellman (prises de vues aériennes)
- 1938 : Troubles au Canada (Heart of the North) de Lewis Seiler
- 1939 : Autant en emporte le vent (Gone with the Wind) de Victor Fleming, George Cukor et Sam Wood (associé)
- 1941 : Aloma, princesse des îles (Aloma of the South Seas) d'Alfred Santell
- 1942 : Les Chevaliers du ciel (Captains of the Clouds) de Michael Curtiz
- 1943 : Happy Go Lucky de Curtis Bernhardt
- 1947 : Sénorita Toréador (Fiesta) de Richard Thorpe
- 1948 : Les Géants du ciel (Fighter Squadron) de Raoul Walsh
- 1948 : Romance à Rio (Romance of the High Seas) de Michael Curtiz (effets visuels)
- 1948 : One Sunday Afternoon de Raoul Walsh
- 1949 : Les Travailleurs du chapeau (It's a Great Feeling) de David Butler
- 1949 : The Story of Seabiscuit de David Butler
- 1949 : Il y a de l'amour dans l'air (My Dream is Yours) de Michael Curtiz et Friz Freleng
- 1949 : Horizons en flammes (Task Force) de Delmer Daves

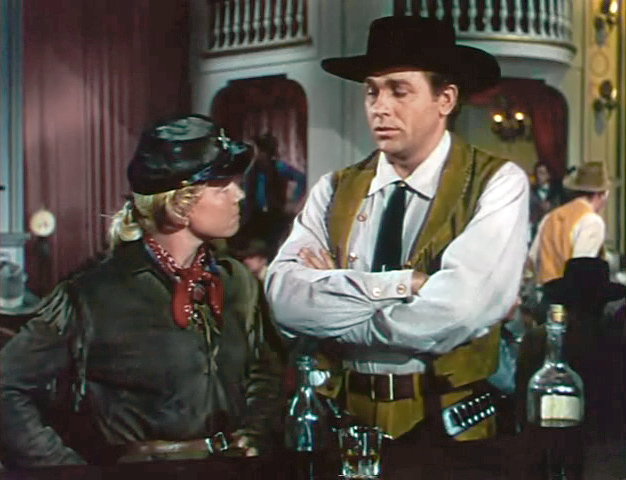
Doris Day et Howard Keel, dans La Blonde du Far-West (1953)

- 1950 : No, No, Nanette (Tea for Two) de David Butler
- 1950 : Les Filles à papa (The Daughter of Rosie O'Grady) de David Butler
- 1950 : Colt .45 d'Edwin L. Marin
- 1951 : Escale à Broadway (Lullaby of Broadway) de David Butler
- 1951 : Sugarfoot d'Edwin L. Marin
- 1951 : Elle cherche un millionnaire (Painting the Clouds with Sunshine) de David Butler
- 1951 : L'Impasse de la mort (Raton Pass) d'Edwin L. Marin
- 1952 : La Collégienne en folie (She's working her Way through College) de H. Bruce Humberstone
- 1952 : The Story of Will Rogers de Michael Curtiz
- 1952 : Avril à Paris (April in Paris) de David Butler
- 1952 : Les clairons sonnent la charge (Bugles in the Afternoon) de Roy Rowland
- 1953 : La Blonde du Far-West (Calamity Jane) de David Butler
- 1953 : La Maîtresse de papa (By the Light of the Silvery Moon) de David Butler
- 1954 : Mademoiselle Porte-bonheur (Lucky Me) de Jack Donohue
- 1954 : La poursuite dura sept jours (The Command) de David Butler
- 1955 : La Danseuse et le Milliardaire (Ain't Misbehavin') d'Edward Buzzell
- 1955 : Dix Hommes à abattre (Ten Wanted Men) de H. Bruce Humberstone
- 1955 : La Rivière de nos amours (The Indian Fighter) d'André de Toth
- 1955 : Grève d'amour (The Second Greatest Sex)  de George Marshall
- 1955 : La Furieuse Chevauchée (Tall Man Riding) de Lesley Selander
- 1956 : Navy Wife d'Edward Bernds
- 1956 : La Dernière Caravane (The Last Wagon) de Delmer Daves
- 1956 : Glory de David Butler
- 1956 : Attaque à l'aube (en) (The First Texan) de Byron Haskin
- 1957 : Je vous adore (April Love) d'Henry Levin
- 1957 : L'Aveu (Hidden fear) d'André de Toth
- 1958 : La Fureur des hommes (From Hell to Texas) d'Henry Hathaway
- 1958 : Mardi Gras (titre original) d'Edmund Goulding
- 1959 : La Bataille de la mer de Corail (Battle of the Coral Sea) de Paul Wendkos
- 1959 : Le Désosseur de cadavres (The Tingler) de William Castle
- 1959 : Le Salaire de la haine (Face of a Fugitive) de Paul Wendkos
- 1960 : Le Mal d'être jeune (Because They're Young) de Paul Wendkos
- 1964 : Della de Robert Gist

### À la télévision (séries)
- 1954 : Le Monde merveilleux de Disney (The Wonderful World of Disney ou Disneyland), Saison 1, épisode 3 Prairie / Seal Island de James Algar et Richard L. Bare
- 1956 : Le Choix de..., Saison unique, épisode 17 Prima Donna de David Butler
- 1965-1969 : La Grande Vallée (The Big Valley), Saisons 1 à 4, 75 épisodes

## Distinction
- 1942 : Nomination à l'Oscar de la meilleure photographie, catégorie couleur, pour Aloma, princesse des îles (partagée avec Karl Struss et William E. Snyder)